# كريبية سميكة الأوراق
كريبية سميكة الأوراق (الاسم العلمي:Craibia crassifolia) هي نوع من النباتات يتبع جنس الكريبية من الفصيلة البقولية.